# Macula densa

Схема почечного тельца. С — дистальный извитой каналец, на нём цифрой 7 указано плотное пятно.

Плотное пятно (лат. macula densa) — область плотно упакованных призматических эпителиальных клеток дистального извитого канальца нефрона в области, прилегающей к почечному тельцу.
Клетки плотного пятна чувствительны к ионному составу, а также к количеству воды в моче, вызывая синтез ренина остальными клетками юкстагломерулярного аппарата. Ренин — неотъемлемая часть ренин-ангиотензин-альдостероновой системы, регулирующей кровяное давление.

## Гистология
Клетки плотного пятна более высокие и имеют больше выступающих ядер, чем остальные клетки, окружающие дистальный извитой каналец. Довольно близкое расположение множества клеточных ядер является причиной того, что эта область извитого канальца выглядит более темной, откуда и идет название macula densa.

## Функции
Понижение кровяного давления вызывает понижение концентрации карбонатов и хлоридов в плотном пятне. В ответ на это, клетки плотного пятна высвобождают простагландины, на которые юкстагломерулярные клетки отвечают синтезом ренина и выбросом гормона в кровяное русло. Кроме этого, активация симпатической нервной системы стимулирует выработку ренина через активацию β-1 рецепторов.